# Electriquette

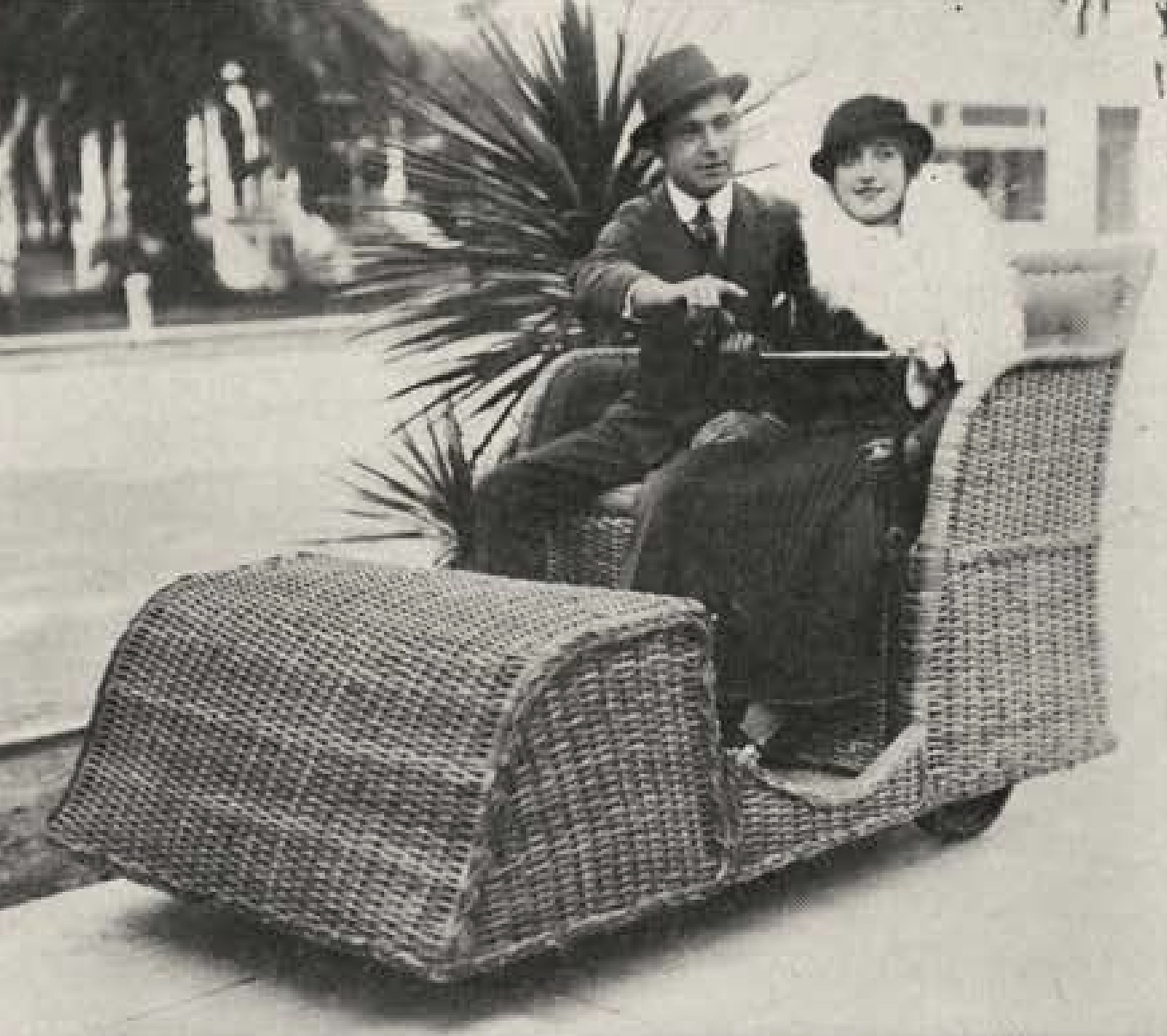
Dos personas viajando en una Electriquette (1915).

El Electriquette era un vehículo eléctrico de dos plazas con asiento corrido y exterior hecho de ratán (mimbre). Funcionaba con pilas y utilizaba un motor fabricado por General Electric. La Electriquette se alquiló durante la Exposición Panamá-California de 1915 en San Diego (California), por $1,00 por hora (equivalente a $30 actuales). Posteriormente se fabricó una variación del vehículo para los veteranos discapacitados de la Primera Guerra Mundial. No se sabe que hayan sobrevivido sillas originales, pero en 2016 se diseñaron sillas nuevas y se reintrodujeron en el Parque Balboa en San Diego.

## Antecedentes

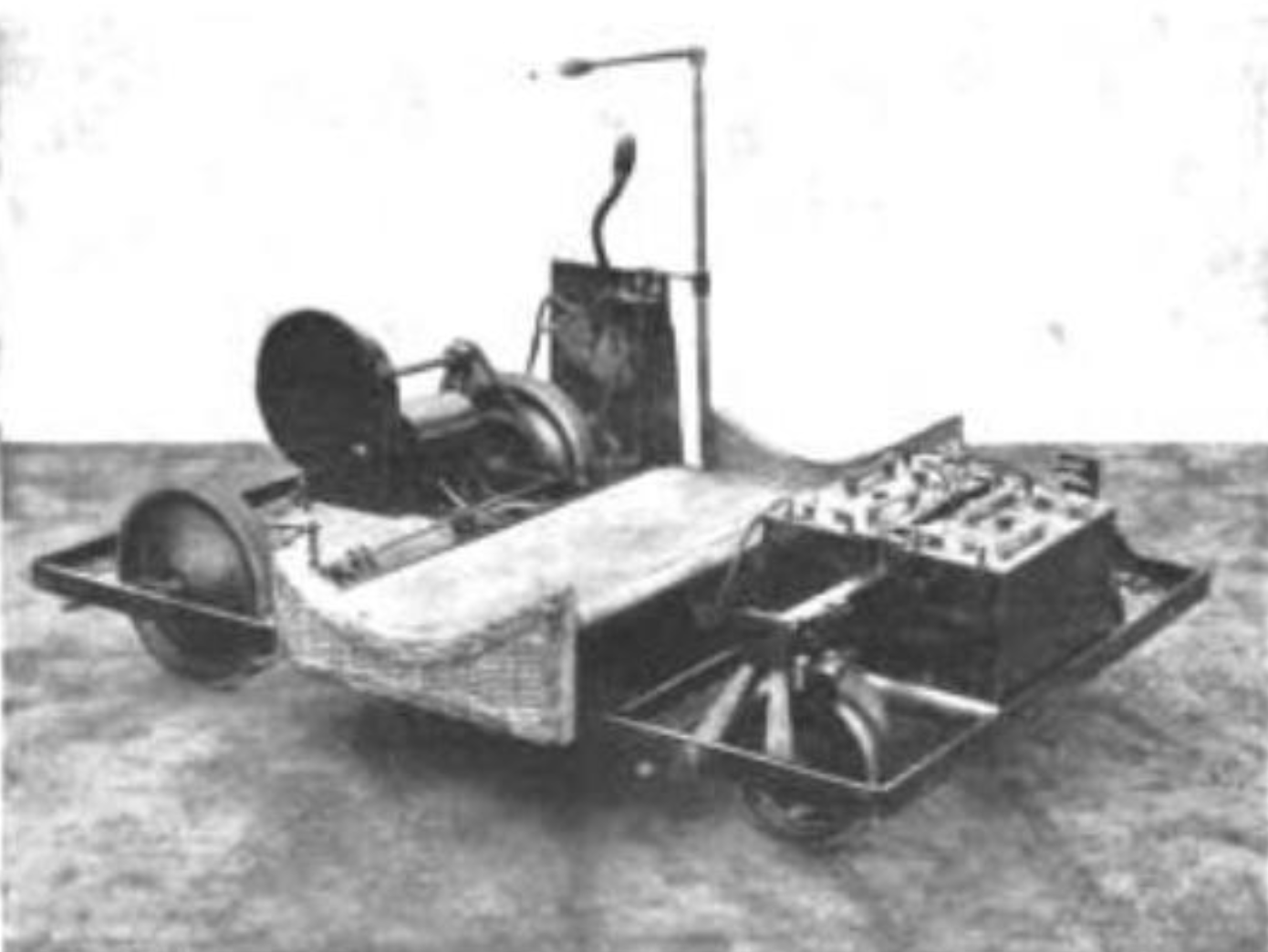
Vista frontal del chasis de Electriquette con baterías visibles.

El diseñador de la silla Electriquette original fue el empresario Clyde H. Osborn. Era propietario de un concesionario local de coches eléctricos y decidió fabricar coches eléctricos que se llamaron Electriquettes. El exterior de la Electriquette estaba hecho de ratán grueso (mimbre) y tenía cojines para sentarse. Osborn fundó la Electriquette Manufacturing Company en Los Ángeles y produjo aproximadamente 200 sillas. Las sillas originales pesaban 450 libras (200 kg) y podrían funcionar durante ocho horas sin recargar la batería. The Press of Atlantic City describió la Electriquette como una «silla de ruedas» para dos personas y una «silla rodante impulsada eléctricamente», añadiendo que era «muy popular». The Electrician calificó el vehículo como una «silla de ruedas eléctrica». No se sabe que haya sobrevivido ninguna de las Electriquettes originales.

## Presupuesto
La distancia entre ejes de las Electriquettes originales era de 45 in (1,100 mm) y tenía un marco hecho de acero angular. En la parte delantera se montó una batería y en la parte trasera un motor con engranajes. Tenía cuatro ruedas de hierro fundido; las ruedas estaban equipadas con neumáticos de goma dura. Las dos ruedas delanteras eran de 10 in (250 mm) y estaban montados sobre cojinetes de apoyo giratorio con una barra de acoplamiento que se fijaba al chasis. Las dos ruedas traseras eran de 14 in (360 mm) y se fijaron al chasis. El motor fue fabricado por General Electric y tenía una potencia nominal de 12 voltios, 14 amperios, 2000 RPM y GE-1042, produciendo 3/8 caballos de fuerza. La potencia se transmitía a una de las ruedas traseras que tenía una piñón, y la otra rueda trasera tenía un freno de tambor. El vehículo tenía 8 pulgadas (20,3 cm) del suelo y el asiento tenía 38 in (970 mm) de ancho. La potencia del Electriquette se transmitía a las ruedas traseras mediante una cadena de transmisión y se detenía con un freno de tambor, que el conductor podía activar con la mano o el pie. El conductor podía dirigir y mover la Electriquette con una palanca: hacia adelante para avanzar, hacia atrás para punto muerto. La palanca se puede levantar cuando no esté en uso. Cada Electriquette tenía una campana para advertir o hacer señales a los demás, y era operada por la mano izquierda del conductor.

## Historia
En la Exposición Panamá-California de 1915 en San Diego (California), se exhibieron Electriquettes, que eran pequeños carros eléctricos hechos de mimbre. En la exposición se utilizaron más de 100 Electriquettes y tenían una velocidad máxima de 3.5 mph (5,6 kilómetros por hora). El vehículo podría avanzar o retroceder con una velocidad. Otra característica del diseño era que el vehículo no superaría 3.5 mph (5,6 km/h) incluso en bajadas gracias al cambio de marchas. Las sillas estaban numeradas y se podían alquilar a un costo de $1.00 por hora (equivalente a $30 actuales). En la exposición había terminales de prueba disponibles para que los conductores pudieran comprobar la carga de la batería. El diseño era similar a los cochecitos de mimbre que se utilizaban en los establecimientos junto al mar. «Fatty» Arbuckle y Mabel Normand hicieron una película muda titulada Fatty and Mabel at the San Diego Exposition, en la que hacen un recorrido por la exposición montados en una Electriquette.

La descripción de las Electriquettes tal como se encuentra en la Official guide book of the Panama-California Exposition San Diego 1915:
La forma real, fácil, elegante, cómoda y lujosa de ver y disfrutar la Exposición es en una Osborn Electriquette, que sustituye a los anticuados cochecitos y jinrikishas. El único transporte de pasajeros permitido en el recinto. La simplicidad de operación hace que la experiencia sea innecesaria. Un niño puede conducirlo. Es muy divertido.
Las Electriquettes se extendieron a otras zonas de Estados Unidos. Varios centros turísticos de Venice y Santa Mónica, California, también comenzaron a utilizar Electriquettes. Las sillas también se utilizaron en Palm Beach (Florida), y otros centros de salud. Anteriormente, muchos complejos turísticos empleaban a personas para empujar las sillas de los huéspedes. También se fabricaron variaciones de estos vehículos para los veteranos discapacitados de la Primera Guerra Mundial.
En 2011, un empresario llamado Sandor Shapery comenzó a diseñar una nueva Electriquette. El arquitecto David Marshall creó los dibujos. El experto en electrónica Brad Hunter también contribuyó al proyecto. Los nuevos carritos se introdujeron en Balboa Park en 2016. El 14 de agosto de 2016, la Electriquette rediseñada fue reintroducida en Balboa Park. El alcalde Kevin Faulconer anunció que el 14 de agosto es el «Día de la Electriquette». Los nuevos carros se pusieron a disposición para alquilar a 15 dólares por 30 minutos, o 25 dólares por una hora. El costo de cada réplica de Electriquette fue de aproximadamente $3200. En 2015, el aeropuerto de San Diego presentó una réplica del Electriquette en una exposición de arte destinada a celebrar el centenario de la Exposición Panamá-California.

## Galería

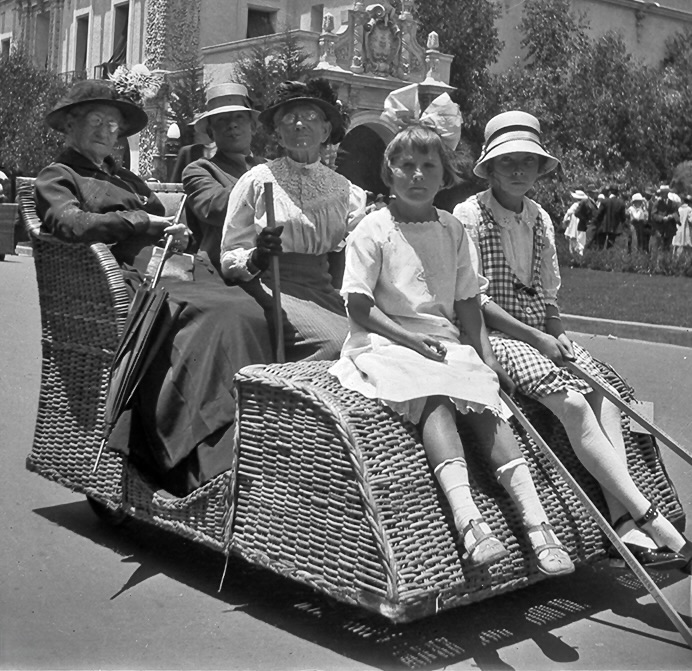
Cinco personas en una Electriquette en 1915.
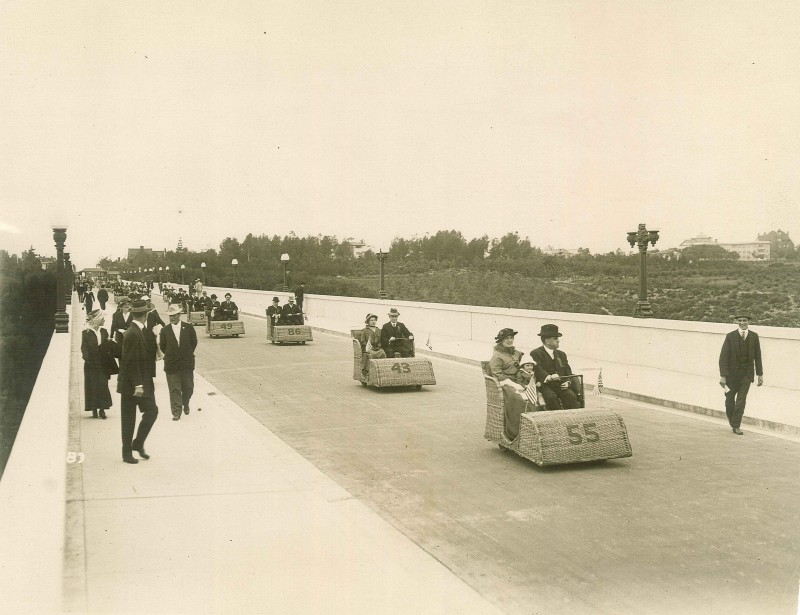
Electriquettes en 1915.
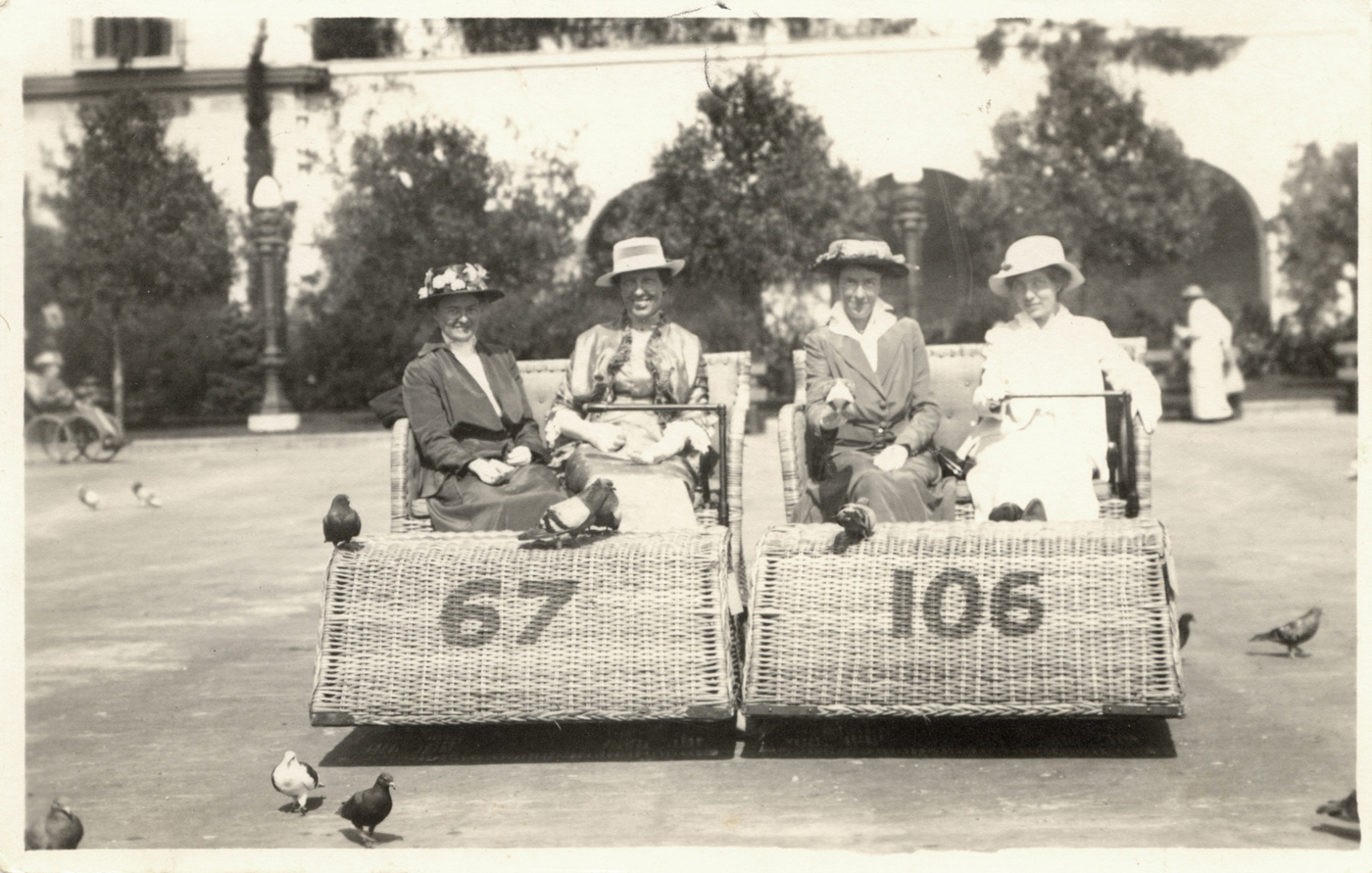
Dos mujeres en cada una de dos Electriquettes en 1915.
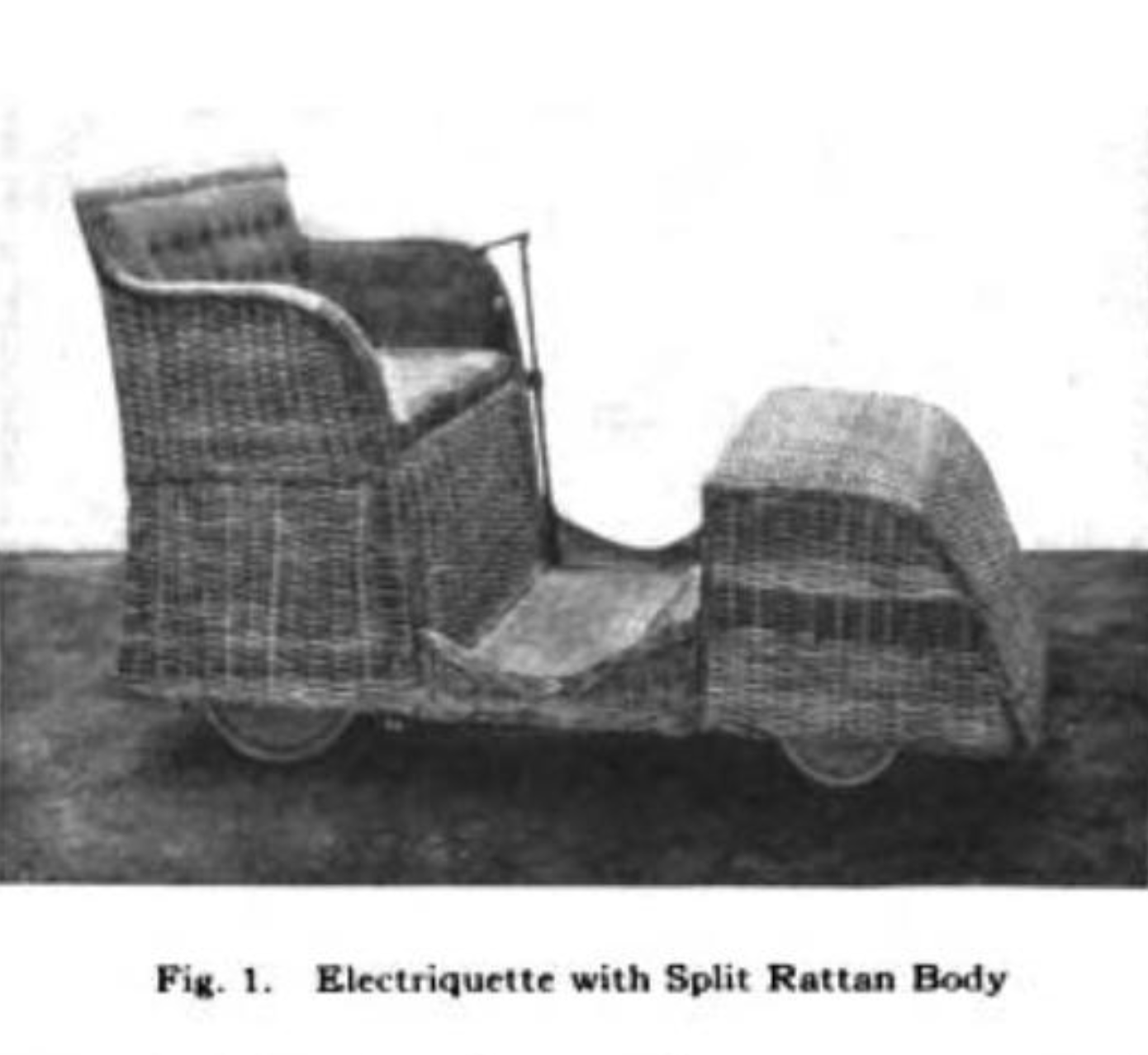
Cuerpo de Electriquette fabricado en ratán (mimbre).